# 叉柱柳
叉柱柳（学名：Salix divergentistyla）是杨柳科柳属的植物，为中国的特有植物。分布在中国大陆的西藏等地，生长于海拔3,400米的地区，多生长于山坡或山谷潮湿处，目前尚未由人工引种栽培。